# Xenopeltis philippinensis
Xenopeltis philippinensis är en svampart som beskrevs av Syd. & P. Syd. 1919. Xenopeltis philippinensis är ensam i släktet Xenopeltis som ingår i divisionen sporsäcksvampar och riket svampar.   Inga underarter finns listade i Catalogue of Life.